# 756年
| 千纪： | 1千纪 |
| 世纪： | 7世纪 \| 8世纪 \| 9世纪                                                                                    |
| 年代： | 720年代 \| 730年代 \| 740年代 \| 750年代 \| 760年代 \| 770年代 \| 780年代                                  |
| 年份： | 751年 \| 752年 \| 753年 \| 754年 \| 755年 \| 756年 \| 757年 \| 758年 \| 759年 \| 760年 \| 761年            |
| 纪年： | 丙申年（猴年）；唐天寶十五載，至德元載；南诏赞普钟五年；安禄山圣武元年；日本天平胜宝八岁；渤海国大興十九年 |

## 大事记
- 中国
  - 安禄山在洛阳称大燕皇帝。
  - 5月，燕軍將領武令珣、畢思琛為南下吞併江漢地區，對唐朝南陽發動進攻，爆發南陽之戰，唐軍將領魯炅死守一年有餘。
  - 潼關守將高仙芝、封常清遭監軍宦官邊令誠陷害，同被處死。
  - 6月9日（六月丙戌）——潼關守將哥舒翰被迫出關與敵軍決戰。六月己丑至辛卯，哥舒翰率领的唐军在灵宝西原惨败给崔乾祐的燕军，致使潼关失守，哥舒翰被俘，是為靈寶、潼關之戰。
  - 6月13日——唐玄宗與太子李亨逃離長安。
  - 7月15日——马嵬驿之变。
  - 8月12日——唐玄宗让位于唐肃宗。唐肃宗在灵武登基。
  - 10月，唐軍為收復首都長安對燕軍發起陳濤斜之戰，由宰相房琯率領的唐軍試圖用古戰法以車戰迎戰，被安守忠的燕軍大敗，四萬唐軍全軍覆沒。
- 歐洲
  - 国王丕平把罗马及其周围区域送给教皇。
  - 阿卜杜-拉赫曼一世在西班牙建立獨立省分，自立為埃米爾，創建倭馬亞王朝，中國史書稱為白衣大食。

## 逝世
- 封常清，唐朝名將。
- 高仙芝，唐朝高句麗族名將。
- 安思順，唐朝軍事人物，被哥舒翰偽造安思順參與安祿山之亂的證據。
- 5月2日－聖武天皇，日本第45代天皇（701年出生，55岁）
- 7月15日－杨玉环，唐玄宗之贵妃（719年出生，37岁）
- 7月15日 - 杨国忠，唐朝大臣（出生不明）
- 王昌齡，盛唐著名詩人。
- 顏杲卿，唐朝軍事人物。
- 火拔歸仁，唐朝軍事人物，靈寶、潼關之戰後降燕。